# 4938 Papadopoulos
4938 Papadopoulos eller 1986 CQ1 är en asteroid i huvudbältet som upptäcktes den 5 februari 1986 av den belgiske astronomen Henri Debehogne vid La Silla-observatoriet. Den är uppkallad efter Christos Papadopoulos.